# مسرحية دينية

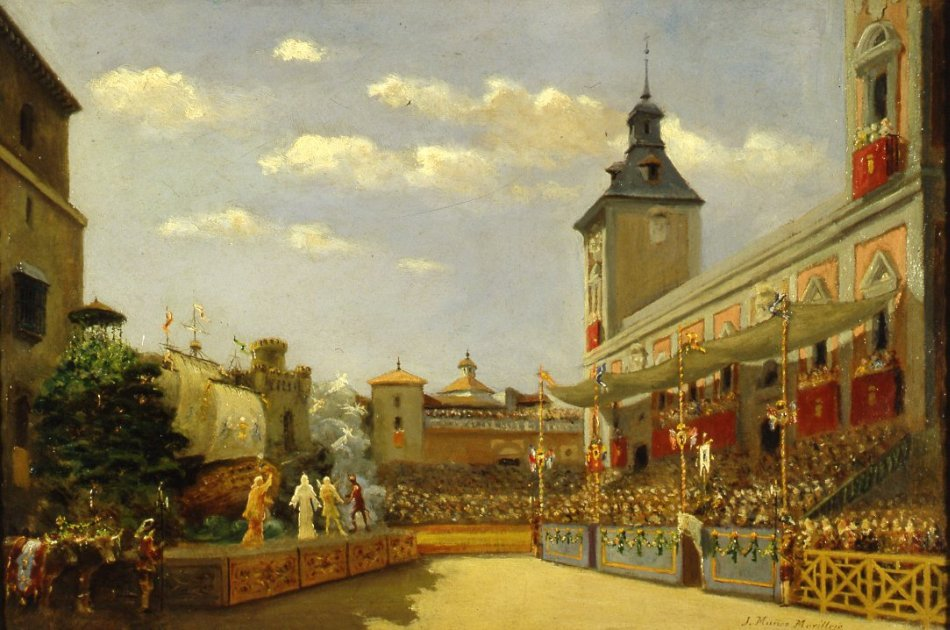

المسرحية الدينية (بالإسبانية: Auto sacramental)‏ هي مصطلح درامي يشير إلى عرض درامي قصير، ظهر في العصور الوسطى خلال القرنين الثاني عشر والثالث عشر. كان يقدم في بداياته فصولًا من التوراة في شكل عروض مسرحية بدائية، بالرغم من تطوره فيما بعد إلي تقديم موضوعات وثنية، مع دخول شخصيات مسيحية ورمزية. وتعد مسرحية مسرحية الملوك المجوس هي أقدم مسرحية دينية من العصور الوسطى، مسرحية من مائة وسبعة وأربعون بيتًا شعريًا في شكل حلقة درامية إنجيلية. وكمثال آخر مميز لهذا النوع المسرحي هو حول غراميات أماديس دي جاولا مع الأميرة أوريانا، ابنة الملك ليسوارتي لخيل بيثينتي.